# Gim Bo-eun
Gim Bo-eun (født 8. december 1997) er en kvindelig sydkoreansk håndboldspiller som spiller for Wonderful Samcheok og Sydkoreas kvindehåndboldlandshold.
Hun repræsenterede Sydkorea, under VM i kvindehåndbold 2017 i Tyskland og Sommer-OL 2020 i Tokyo.
Hun var også med til at vinde guld ved de Asiatiske lege 2018 i Incheon, efter finalesejr over Rusland 32-31.